# Zwojek
Zwojek (Barbula Hedw.) – rodzaj mchów należący do rodziny płoniwowatych (Pottiaceae Schimp.). Przedstawiciele tego rodzaju występują na całym świecie w strefach klimatu umiarkowanego.

## Morfologia
GametofityRośliny luźno skupione lub tworzące poduszki, żółtawobrązowe, brązowe lub czarniawe od góry, żółtawobrązowe do rudobrązowych od dołu. Łodyżki krótkie do wydłużonych, dorastają do 2 cm, rzadziej do 3,5 cm długości. Włoski Listki stulone do słabo rozpostartych, często skrzywione lub skręcone wokół łodyżki w stanie suchym, rozpostarte gdy wilgotne. Listki podłużne lub szeroko lancetowate do podłużnie trójkątnych, całobrzegie lub sporadycznie ząbkowane przy wierzchołku. Brzegi blaszki podwinięte od podstawy do 1/2–1/3 długości listka, sporadycznie płaskie. Wierzchołek zaokrąglony lub zaostrzony. Żebro pojedyncze, kończy się w szczycie listka lub krótko wystaje, sporadycznie kończy się kilka komórek przed szczytem.
SporofitySeta długości 0,5–2,5 cm. Puszka zarodni jajowata do podłużnie cylindrycznej. Wieczko przeważnie podłużnie stożkowate. Perystom złożony z 32 zębów, zwykle silnie skręconych w lewo. Czepek w kształcie kapturka. Zarodniki o średnicy 8–12 µm.

## Systematyka i nazewnictwo
Nazwa naukowa rodzaju Barbula pochodzi od łacińskich słów barba, czyli „zarost, broda” oraz zdrobnienia ula oznaczającego „niewielki”.
Według The Plant List rodzaj Barbula liczy 451 akceptowanych nazwy gatunków, dla których istnieje 149 synonimów.
Wykaz gatunków:
| - Barbula abbonii Thér. - Barbula abyssinica (De Not.) A. Jaeger - Barbula aculeonervis Müll. Hal. - Barbula acuminata Hedw. - Barbula afrofontana (Müll. Hal.) Broth. - Barbula alpicola Müll. Hal. - Barbula alpigena (Vent.) Lindb. & Arnell - Barbula altipapillosa E.B. Bartram - Barbula amblyophylla (Hook.) A. Jaeger - Barbula amphidiifolia Müll. Hal. - Barbula amplexifolia (Mitt.) A. Jaeger - Barbula anastomosans Müll. Hal. - Barbula anceps Cardot - Barbula anderssonii (Ångström) A. Jaeger - Barbula aneitensis Broth. & Watts - Barbula angustata (Mitt.) Sande Lac. - Barbula angustifolia Brid. - Barbula antarctica Hampe - Barbula appressa (Mitt.) A. Jaeger - Barbula appressifolia (Mitt.) A. Jaeger - Barbula aprica Müll. Hal. - Barbula aquatica Cardot & Thér. - Barbula arctoamericana Müll. Hal. - Barbula arcuata Griff. - Barbula arenacea (Sull. & Lesq.) A. Jaeger - Barbula arenae Besch. - Barbula arenicola Dusén - Barbula atrovirens (Sm.) Schimp. - Barbula aureola Müll. Hal. - Barbula australasiae (Hook. & Grev.) Brid. - Barbula austrogracilis Dusén - Barbula austrorevoluta Besch. - Barbula austroruralis Müll. Hal. - Barbula bagelensis M. Fleisch. - Barbula barbata (Curtis ex With.) Schleich. - Barbula barbuloides (Herzog) Mizush. - Barbula bealeyensis (R. Br. bis) Paris - Barbula beccarii (Venturi) A. Jaeger - Barbula bellii (R. Br. bis) Paris - Barbula bescherellei Sauerb. - Barbula bicolor (Bruch & Schimp.) Lindb. - Barbula bogotensis Hampe - Barbula boliviana (Müll. Hal.) Hilp. - Barbula bolleana (Müll. Hal.) Broth. - Barbula bourgaeana Besch. - Barbula brachymenia (Mitt.) A. Jaeger - Barbula brachypila Müll. Hal. - Barbula brachypus Brid. - Barbula brandisii Müll. Hal. - Barbula brevicaulis Schwägr. - Barbula brevifolia (Dicks. ex With.) Brid. - Barbula breviseta (Mont.) Müll. Hal. - Barbula brunnea Müll. Hal. - Barbula bulbiformis Brid. - Barbula calcarea Thér. - Barbula calceolifolia (Spruce ex Mitt.) A. Jaeger - Barbula calcicola (Hampe) Broth. - Barbula calobolax Müll. Hal. - Barbula calodictyon Broth. - Barbula calycina Schwägr. - Barbula calyculosa (Mitt.) A. Jaeger - Barbula campylocarpa (Taylor) Müll. Hal. - Barbula canaliculata (Dixon) R.S. Chopra - Barbula canescens (Mont.) Bruch & Schimp. - Barbula caninervis (Mitt.) A. Jaeger - Barbula capillipes Broth. - Barbula catillum Müll. Hal. - Barbula caucasica (Lindb.) Müll. Hal. - Barbula characodonta Müll. Hal. - Barbula chenia Redf. & B.C. Tan - Barbula chimborazensis (Mitt.) A. Jaeger - Barbula chloropus (Brid.) Kindb. - Barbula chlorotricha (Broth. & Geh.) Paris - Barbula chocayensis Broth. & Herzog - Barbula cirrata (Hedw.) Schumach. - Barbula clavicostata (Renauld & Cardot) R.H. Zander - Barbula columbiana (F.J. Herm. & E. Lawton) E. Lawton & F.J. Herm. - Barbula confertifolia Mitt. - Barbula congoana Thér. - Barbula consanguinea (Thwaites & Mitt.) A. Jaeger - Barbula constricta Mitt. - Barbula contorta Hampe - Barbula convoluta Hedw. – zwojek skręcony - Barbula cordata (Jur.) Loeske - Barbula corsica (Bruch & Schimp.) Kindb. - Barbula costa-ricensis Renauld & Cardot - Barbula costata (Mitt.) A. Jaeger - Barbula costesii Thér. - Barbula crassicuspis H. Rob. - Barbula crenata (Mitt.) A. Jaeger - Barbula crispifolia (Mitt.) A. Jaeger - Barbula crispula Hampe - Barbula crocea (Brid.) F. Weber & D. Mohr - Barbula crozalsii (H. Philib.) Broth. - Barbula cucullata J. Froehl. - Barbula cucullifera (Mitt.) A. Jaeger - Barbula curvipes Müll. Hal. - Barbula curvirostris Lindb. - Barbula cuspidata Schultz - Barbula cuspidatissima Müll. Hal. - Barbula cylindrangia Müll. Hal. - Barbula cylindrotheca (Mitt.) A. Jaeger - Barbula decidua (Mitt.) A. Jaeger - Barbula declivium Müll. Hal. - Barbula decurrens Lazarenko - Barbula decursivula Kindb. - Barbula densifolia Hook. f. & Wilson - Barbula denticulata Wilson - Barbula dharvarensis Dixon - Barbula dimorpha Müll. Hal. - Barbula dioritica Müll. Hal. - Barbula dissita Müll. Hal. - Barbula divergens Broth. - Barbula dixoniana (P.C. Chen) Redf. & B.C. Tan - Barbula domestica Brid. - Barbula dregeana Müll. Hal. - Barbula duriuscula (Mitt.) A. Jaeger - Barbula dusenii Müll. Hal. ex Broth. - Barbula egelingii Schlieph. - Barbula eggersiana (Müll. Hal.) Müll. Hal. - Barbula ellipsithecia Müll. Hal. - Barbula elongata Wilson - Barbula enderesii Garov. - Barbula erosodenticulata Müll. Hal. - Barbula erythrodonta Taylor - Barbula erythropoda Schimp. - Barbula erythrotricha Müll. Hal. - Barbula eubryum Müll. Hal. - Barbula excavata (Mitt.) A. Jaeger - Barbula excurrens Broth. - Barbula farriae H.A. Crum & E.B. Bartram - Barbula fendleri Müll. Hal. - Barbula ferrinervis Müll. Hal. - Barbula fidelis H.A. Crum & Steere - Barbula filaris Müll. Hal. - Barbula flaccidiseta Lorentz - Barbula flagellaris Schimp. - Barbula flavescens Röhl. - Barbula flavicans D.G. Long - Barbula flavovirens (Bruch) Kindb. - Barbula flexiseta (Bruch) Kindb. - Barbula flexuosa (Brid.) Brid. - Barbula fontana Müll. Hal. - Barbula fragilis (Taylor) Müll. Hal. - Barbula francii Thér. - Barbula frigida Müll. Hal. - Barbula fristedtii Müll. Hal. - Barbula fuegiana (Mitt.) A. Jaeger - Barbula funalis Dixon & Badhw. - Barbula furvofusca Müll. Hal. - Barbula fuscescens Wall. - Barbula fuscinervia (Mitt.) A. Jaeger - Barbula fuscomucronata (Müll. Hal.) A. Jaeger - Barbula fuscovirens E.B. Bartram - Barbula fuscoviridis Broth. ex Thér. - Barbula fuscula Müll. Hal. - Barbula geheebiaeopsis Müll. Hal. - Barbula geminata Müll. Hal. - Barbula geniculata (Mont.) Müll. Hal. - Barbula germainii Müll. Hal. - Barbula girodii Thér. - Barbula glacialis Kunze ex Müll. Hal. - Barbula glaucescens Hampe - Barbula glaucula Müll. Hal. - Barbula goniospora Müll. Hal. - Barbula gracilenta Mitt. - Barbula gracilescens Schimp. - Barbula graciliformis Schimp. - Barbula gracilis Schumach. - Barbula gracillima (Herzog) Broth. - Barbula granulosa Thér. - Barbula gregaria (Mitt.) A. Jaeger - Barbula grimmiacea Müll. Hal. - Barbula guepinii (Bruch & Schimp.) Schimp. - Barbula gymnostoma Müll. Hal. - Barbula hampeana Paris - Barbula hastata Mitt. - Barbula hibernica (Mitt.) Husn. - Barbula hiroshii K. Saito - Barbula hispaniolensis W.R. Buck & Steere - Barbula horricomis Gangulee - Barbula horrinervis K. Saito - Barbula hosseusii Thér. - Barbula humboldtii Herzog - Barbula humida (Mitt.) A. Jaeger - Barbula husnotii Schimp. ex Besch. - Barbula hyalinobasis Broth. - Barbula hymenostylioides Broth. - Barbula imperfecta (Müll. Hal.) Broth. - Barbula imshaugii Vitt - Barbula inclinans Schimp. ex Besch. - Barbula indica (Hook.) Spreng. - Barbula inermis (Brid.) Garov. - Barbula inflexa (Duby) Müll. Hal. - Barbula insulana (De Not.) Mitt. - Barbula integrifolia (R.S. Williams) R.H. Zander - Barbula intermedia (Brid.) A.W.H. Walther & Molendo - Barbula inundata (Mitt.) A. Jaeger - Barbula isoindica R.H. Zander - Barbula jacksharpii H.A. Crum - Barbula jacutica Ignatova - Barbula janjaninicus O'Shea - Barbula japonica (Broth.) Iisiba - Barbula javanica Dozy & Molk. - Barbula juniperoidea Müll. Hal. - Barbula khasiana (Mitt.) A. Jaeger - Barbula kiaerii Broth. - Barbula kowaiensis (R. Br. bis) Paris - Barbula kunzeana Müll. Hal. - Barbula kunzei Müll. Hal. ex Kindb. - Barbula laevigata (Mitt.) A. Jaeger - Barbula laevipila (Brid.) Garov. - Barbula laeviuscula Kindb. - Barbula lamellata (Lindb.) Müll. Hal. - Barbula lamprocalyx Müll. Hal. - Barbula latifolia Brid. - Barbula laureri (Schultz) Kindb. - Barbula laureriana Lorentz - Barbula lavardei (Thér.) R.H. Zander & S.P. Churchill - Barbula laxiretis Broth. - Barbula leiophylla Tixier - Barbula lepto-tortella Müll. Hal. - Barbula lepto-tortuosa Müll. Hal. - Barbula leptocarpa Besch. - Barbula leptopyxis Müll. Hal. - Barbula leptotheca (Brid.) Brid. | - Barbula leucobasis Dixon - Barbula leucocalyx (Mont.) Müll. Hal. - Barbula leucochlora Müll. Hal. - Barbula leucodontoides (Gangulee) Gangulee - Barbula leucostega Müll. Hal. - Barbula ligularis (Mitt.) A. Jaeger - Barbula lindbergii (Broth.) Müll. Hal. - Barbula linearis Sw. ex F. Weber & D. Mohr - Barbula lobayetensis R.S. Williams - Barbula lonchodonta Müll. Hal. - Barbula longifolia Griff. - Barbula lorentzii Müll. Hal. - Barbula louisiadum Broth. - Barbula lurida Hornsch. - Barbula macassarensis M. Fleisch. - Barbula macrostegia (Sull.) Kindb. - Barbula majuscula Müll. Hal. - Barbula malacophylla Müll. Hal. - Barbula malagana H.A. Crum - Barbula mamillosa Crundw. - Barbula manniae Müll. Hal. - Barbula marginans Müll. Hal. - Barbula marginatula Gangulee - Barbula maudii (R. Br. bis) Paris - Barbula meidensis Cufod. - Barbula mendozensis (Mitt.) A. Jaeger - Barbula micholitzii (Broth.) Müll. Hal. - Barbula microcalycina Magill - Barbula microglottis Müll. Hal. - Barbula microstoma (Dixon & Badhw.) R.S. Chopra - Barbula minuta (R. Br. bis) Paris - Barbula minutirosula Müll. Hal. - Barbula mniifolia Sull. - Barbula mnioides Schwägr. - Barbula mobilis Müll. Hal. - Barbula mollis Bruch & Schimp. ex Müll. Hal. - Barbula montana (Mitt.) A. Jaeger - Barbula mosis (Lorentz) Hilp. - Barbula mucronata Brid. - Barbula mucronifolia (Schwägr.) Garov. - Barbula munyensis R.S. Williams - Barbula murina Müll. Hal. - Barbula napoana (De Not.) A. Jaeger - Barbula navicularis (Mitt.) Paris - Barbula nivalis (Spruce) A. Jaeger - Barbula norvegica (F. Weber) Lindb. - Barbula novae-caledoniae Müll. Hal. - Barbula novo-granatensis Hampe - Barbula novo-guinensis Broth. - Barbula obliquifolia Müll. Hal. - Barbula occidentalis (Mitt.) Broth. - Barbula omissa Thér. - Barbula orientalis Brid. - Barbula orizabensis Müll. Hal. - Barbula ovata Mitt. - Barbula pachygastrella Herzog - Barbula pachyloma Broth. - Barbula pallens (Brid.) Brid. - Barbula pallidobasis Dixon - Barbula paludicola Broth. - Barbula panduriforma (R. Br. bis) Paris - Barbula papillinervis Müll. Hal. & Kindb. - Barbula papillosa (Wilson) Müll. Hal. - Barbula parramattana (Mitt.) Paris - Barbula parvula (Hook. & Grev.) Spreng. - Barbula patagonica (Mitt.) A. Jaeger - Barbula percarnosa Müll. Hal. - Barbula perexilis Müll. Hal. - Barbula perlinearis Müll. Hal. - Barbula pernana Müll. Hal. - Barbula perpusilla Müll. Hal. - Barbula perrevoluta Müll. Hal. - Barbula perrufula Müll. Hal. - Barbula pertorquata Müll. Hal. - Barbula pertorquescens Broth. - Barbula peruviana (Mitt.) A. Jaeger - Barbula pflanzii (Broth.) Herzog - Barbula pichinchensis (Taylor) Müll. Hal. - Barbula plebeja Müll. Hal. - Barbula podocarpi Müll. Hal. - Barbula polyseta Müll. Hal. - Barbula porteri (James) Kindb. - Barbula potaninii Broth. ex Müll. Hal. - Barbula princeps (De Not.) Müll. Hal. - Barbula propagulifera (X.J. Li & M. X. Zhang) Redf. & B.C. Tan - Barbula prostrata (Mont.) A. Jaeger - Barbula pruinosa (Mitt.) A. Jaeger - Barbula pseudo-ehrenbergii M. Fleisch. - Barbula pseudoantarctia Müll. Hal. - Barbula pseudocaespitosa Müll. Hal. - Barbula pseudonigrescens Tixier - Barbula pugionata Müll. Hal. - Barbula punae Herzog - Barbula pungens A. Jaeger - Barbula purpurascens Dusén - Barbula purpuripes Müll. Hal. - Barbula pycnophylla Cardot - Barbula pygmaea Müll. Hal. - Barbula pygmaeola Müll. Hal. - Barbula quitoensis (Taylor) Müll. Hal. - Barbula rechingeri Broth. - Barbula recurva (Griff.) R.S. Chopra - Barbula recurvipatula Müll. Hal. - Barbula recurvirostris (Hedw.) Dixon - Barbula reticularia Müll. Hal. - Barbula revolvens Schimp. - Barbula rigidula (Hedw.) Mitt. - Barbula rigiduliformis (Douin) J.J. Amann - Barbula riograndensis E.B. Bartram - Barbula riparia Müll. Hal. - Barbula rivicola Broth. - Barbula rivularis Loeske - Barbula robbinsii E.B. Bartram - Barbula rothii Herzog - Barbula rottensis Weyland - Barbula rotundifolia (Hartm.) T. Jensen - Barbula rubella (Hook. & Wilson) A. Jaeger - Barbula rubra (Mitt.) A. Jaeger - Barbula rubriseta E.B. Bartram - Barbula rufa Schimp. ex Besch. - Barbula rufidula Müll. Hal. - Barbula rufipes Schimp. - Barbula salisburiensis Dixon - Barbula sambakiana Broth. - Barbula santessonii E.B. Bartram - Barbula santiagensis Broth. - Barbula sartorii (Müll. Hal.) A. Jaeger - Barbula savatieri Besch. - Barbula scaberrima Broth. & Paris - Barbula scabrinervis Müll. Hal. - Barbula schensiana Müll. Hal. - Barbula schimperi (Mont.) Mitt. - Barbula schnyderi Müll. Hal. - Barbula scleromitra Besch. - Barbula searlii (R. Br. bis) Paris - Barbula sedifolia Müll. Hal. - Barbula semilimbata Dixon & Luisier - Barbula semirosulata R.H. Zander - Barbula seramensis H. Akiy. - Barbula serripungens Lorentz & Müll. Hal. - Barbula serrulata (Hook. & Grev.) Brid. - Barbula setifolia (Müll. Hal.) Broth. - Barbula singkarakensis Baumgartner & J. Froehl. - Barbula soaresii (Luisier) Podp. - Barbula solfatariensis M. Fleisch. - Barbula solmsii Schimp. - Barbula somaliae Müll. Hal. - Barbula sordida Besch. - Barbula spadicea (Mitt.) Braithw. - Barbula sparsidens Müll. Hal. & Kindb. - Barbula spathulifolia (Dixon & P. de la Varde) R.H. Zander - Barbula speirostega Müll. Hal. - Barbula sporaphylla Renauld & Cardot - Barbula squarrosa Brid. - Barbula stellata (Dicks. ex With.) Brid. - Barbula stenocarpa Hampe - Barbula stenophylla (Mitt.) A. Jaeger - Barbula stevensii (R. Br. bis) Paris - Barbula stewartii E.B. Bartram - Barbula streptopogoniacea Müll. Hal. - Barbula strictifolia (Dixon & P. de la Varde) R.S. Chopra - Barbula stuhlmannii (Broth.) Broth. - Barbula subaristata Bruch & Schimp. ex Müll. Hal. - Barbula subcaespitosa (Hampe) Broth. - Barbula subcalycina Müll. Hal. - Barbula subcernua Schimp. - Barbula subcomosa Broth. - Barbula subdenticulata Dixon - Barbula suberecta (Hook.) Kindb. - Barbula subglaucescens Müll. Hal. - Barbula subgrimmiacea Thér. - Barbula sublimbata (Mitt.) A. Jaeger - Barbula subnigra (Mitt.) A. Jaeger - Barbula subobtusa Thér. - Barbula subpellucida Mitt. - Barbula subreflexifolia Müll. Hal. - Barbula subreplicata Broth. - Barbula subrufa Broth. ex Müll. Hal. - Barbula subruncinata Müll. Hal. - Barbula subscabrinervis Dixon & Naveau - Barbula subspathulata Müll. Hal. - Barbula subtorquescens (Müll. Hal. & Kindb.) Kindb. - Barbula sullivaniana Müll. Hal. - Barbula sumatrana Baumgartner & Dixon - Barbula svihlae E.B. Bartram - Barbula swartziana Müll. Hal. - Barbula taylorii Lindb. - Barbula tenella (Broth.) Paris - Barbula tenera (Brid.) Brid. - Barbula tenuicoma Müll. Hal. ex Broth. - Barbula tenuirostris Brid. - Barbula teretiuscula Schimp. - Barbula thelimitria Müll. Hal. - Barbula ticinensis Kindb. - Barbula tisserantii (P. de la Varde) P. de la Varde - Barbula tomaculosa Blockeel - Barbula tonkinensis (Besch.) Broth. - Barbula torlessensis (R. Br. bis) Paris - Barbula tortelloides Müll. Hal. - Barbula tortuosa (Hedw.) F. Weber & D. Mohr - Barbula transcaspica (Broth.) Paris - Barbula translucens Salzm. ex Bruch - Barbula trichomanoides Broth. ex Iisiba - Barbula trifaria (Hedw.) Mitt. - Barbula tuberculosa (Renauld & Paris) Cardot - Barbula umtaliensis Magill - Barbula uncinicoma Müll. Hal. - Barbula unguiculata Hedw. – zwojek sztyletowaty - Barbula unguiculatula Müll. Hal. - Barbula uruguensis Paris - Barbula vaginata Warnst. - Barbula vancouveriensis (Broth.) Kindb. - Barbula vardei R.S. Chopra - Barbula ventanica Müll. Hal. - Barbula vesiculosa Müll. Hal. - Barbula viridula Müll. Hal. - Barbula vulcanica Lorentz - Barbula walkeri (R. Br. bis) Paris - Barbula wallichii (Mitt.) A. Jaeger - Barbula williamsii (P.C. Chen) Z. Iwats. & B.C. Tan - Barbula wrightii Sauerb. - Barbula yunnanensis Copp. - Barbula zambesiaca Magill - Barbula zennoskeanna B.C. Tan - Barbula zetterstedtii (Schimp.) Kindb. |